# Tmeticodes
Tmeticodes là một chi nhện trong họ Linyphiidae.